# Reuzentoerako
De reuzentoerako (Corythaeola cristata) is een vogel uit de familie Musophagidae (toerako's).

## Verspreiding en leefgebied
Deze soort komt voor van Guinee-Bissau en Guinee tot westelijk Kenia, noordwestelijk Tanzania en noordelijk Angola.